# Lecane blachei
Lecane blachei is een raderdiertjessoort uit de familie Lecanidae. De wetenschappelijke naam van deze soort is voor het eerst geldig gepubliceerd in 1973 door Bērzinś.